# Botjärnen (Stigsjö socken, Ångermanland)
Botjärnen är en sjö i Härnösands kommun i Ångermanland och ingår i Gådeåns huvudavrinningsområde. Sjön har en area på 0,123 kvadratkilometer och ligger 123,6 meter över havet.

## Delavrinningsområde
Botjärnen ingår i det delavrinningsområde (695110-159798) som SMHI kallar för Mynnar i Långsjön. Medelhöjden är 132 meter över havet och ytan är 10,08 kvadratkilometer. Det finns inga avrinningsområden uppströms utan avrinningsområdet är högsta punkten. Vattendraget som avvattnar avrinningsområdet har biflödesordning 2, vilket innebär att vattnet flödar genom totalt 2 vattendrag innan det når havet efter 12 kilometer. Avrinningsområdet består mestadels av skog (80 procent). Avrinningsområdet har 0,22 kvadratkilometer vattenytor vilket ger det en sjöprocent på 2,2 procent.